# خط هم‌گوشه

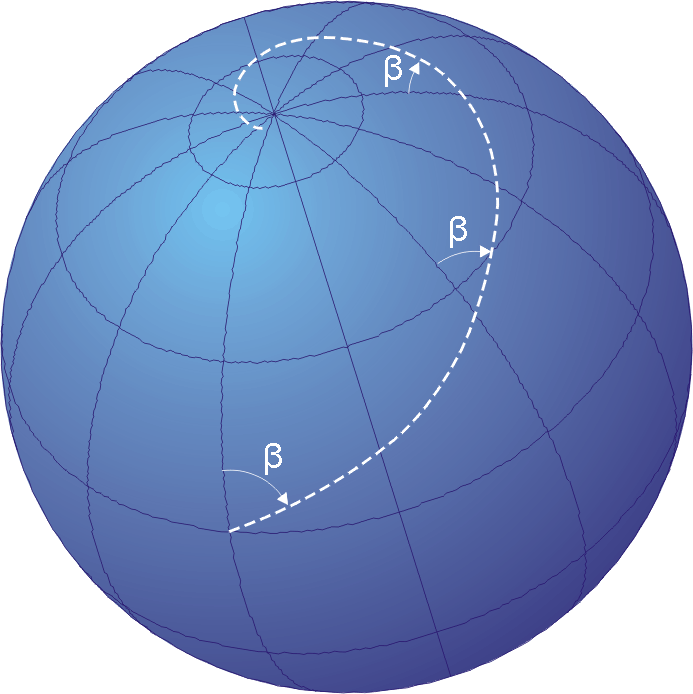
یک خط هم‌گوشه که به سوی قطب شمال می‌رود.

نمونه‌ای از یک خط هم‌گوشه که از قطب تا قطب کشیده شده باشد.

در ناوبری، خط هم‌گوشه (به انگلیسی: Loxodrome یا Rhumb Line) خطی فرضی روی کره زمین است که همه نصف‌النهارها را تحت یک زاویه معین و یکسان قطع می‌کند.
در این مسیر زاویه حامل، ثابت باقی می‌ماند.
به این خط، خط انحراف کشتی، خط دریانوردی، خط نصف‌النهارات، خط رام و راه ثابت نیز گفته می‌شود.
این خط، همه نصف‌النهارها را با زاویه مورب مساوی قطع می‌کند و روی پروژکشن مرکاتور به صورت خط راست ظاهر می‌شود. خط هم‌گوشه‌ای که به وسیله هواپیما تعقیب می‌شود، خط هم‌گوشه قطب‌نمایی نام دارد و خط هم گوشه‌ای که به وسیله قطب‌نمای آزاد رسم می‌شود، خط هم‌گوشه مغناطیسی نامیده می‌شود.
خط استوا و تمام مدارات که دایره عظیمه به‌شمار می‌روند، خط هم‌گوشه نیز هستند.

## نگارخانه

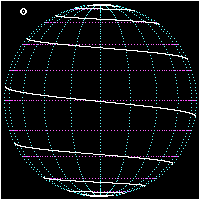
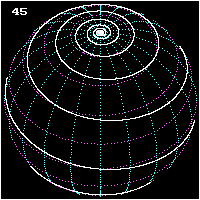
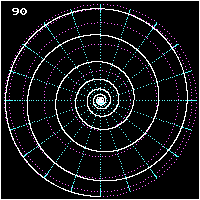